# Liquid Tension Experiment (album)
Liquid Tension Experiment – pierwszy studyjny album supergrupy muzycznej Liquid Tension Experiment. Wydawnictwo ukazało się 10 marca 1998 roku nakładem wytwórni muzycznej Magna Carta Records.
Utwór State of Grace występuje również na albumie An Evening with John Petrucci and Jordan Rudess (LP). Paradigm Shift oraz Universal Mind zostały wykonane w instrumedley na koncertowym albumie Dream Theater Live at Budokan. Fragment utworu Universal Mind pojawia się w klawiszowym solo Jordana Rudessa na koncertowym albumie Dream Theater Live Scenes from New York.

## Lista utworów
Opracowano na podstawie materiału źródłowego.
1. Paradigm Shift – 08:54
2. Osmosis – 03:26
3. Kindred Spirits – 06:29
4. The Stretch – 02:00
5. Freedom of Speech – 09:19
6. Chris and Kevin's Excellent Adventure – 02:21
7. State of Grace – 05:01
8. Universal Mind – 07:53
9. Three Minute Warning – 28:31

## Twórcy
Opracowano na podstawie materiału źródłowego.

- Tony Levin – gitara basowa, kontrabas
- John Petrucci – gitara elektryczna
- Mike Portnoy – perkusja
- Jordan Rudess – instrumenty klawiszowe
- Rich Alvy – asystent inżyniera dźwięku
- Paul Laraia – zdjęcia
- Kosaku Nakamura – asystent inżyniera dźwięku
- Paul Orofino – inżynieria dźwięku
- Kevin Shirley – miksowanie
- Leon Zervos – mastering